# Thomas Poulsen
Thomas Poulsen (ur. 16 lutego 1970) – duński wioślarz. Złoty medalista olimpijski z Atlanty.
Zawody w 1996 były jego jedynymi igrzyskami olimpijskimi. Wspólnie z kolegami triumfował w czwórce wagi lekkiej. Był medalistą mistrzostw świata, m.in. w czwórce wagi lekkiej: w 1994, 1997, 1998 i 1999 sięgnął po złoto, w 1995 po srebro tej imprezy.